# آیلند والک، فلوریدا
آیلند والک (به انگلیسی: Island Walk) یک منطقهٔ مسکونی در ایالات متحده آمریکا است که در فلوریدا واقع شده‌است. آیلند والک ۲٫۷ کیلومتر مربع مساحت و ۳٬۰۳۵ نفر جمعیت دارد و ۳٫۹۶ متر بالاتر از سطح دریا قرار دارد.